# Qüestió meridional
La qüestió meridional és el nom que rep a Itàlia els estudis que comparen el desenvolupament econòmic inferior de la regió sud del país respecte la resta del territori. Va començar a usar-se a partir de la Unificació italiana, ja que hi havia l'interès per igualar les diferents zones per enfortir un sentiment de pertinença comuna i poder fer créixer al màxim el nou estat.

## Causes
S'han aportat diverses causes per al diferent desenvolupament regional. En primer terme, al sud es practicava històricament una agricultura extensiva de baixa productivitat, en contrast amb els conreus del nord, ajudats per la industrialització de la Padània, un fet que ja va ser denunciat com a impediment des de començaments de segle. Aquests avenços septentrionals van propiciar l'aparició d'una banca financera potent que va retroalimentar el procés, esperonat des dels governs liberals regionals. El sud, per contra, llastava el seu comerç amb aranzels interns i depenia encara de l'aristocràcia local, propietària dels latifundis i amb interessos sovint a l'estranger més que no pas a les pròpies terres, la qual frenava a més a més l'assentament la burgesia i romania en un règim gairebé feudal.
Les diferències es donaven també al si de la regió meridional, amb ciutats com Nàpols o les àrees costaneres encapçalant un creixement que no es donava a l'interior i les zones rurals més empobrides. Un 80% de la població tenia feines estacionals lligades a la producció agrícola i el petit comerç. La presència de la malària, no erradicada al segle xix, empitjorava la qualitat de vida d'aquests municipis Els bandolers locals amenaçaven l'intercanvi de productes. Aquesta disparitat entre les diferents zones italianes va propiciar una emigració massiva cap al nord, fet que no va ajudar a l'anivellament econòmic per manca de mà d'obra al sud, especialment en els sectors més qualificats, que trobaven més oportunitats de feina a la indústria del nord. Amb posterioritat a les guerres mundials, es va sumar un altre factor: la presència creixent de la màfia organitzada al sud, que controlava totalment els negocis.